# Carro armato pesante

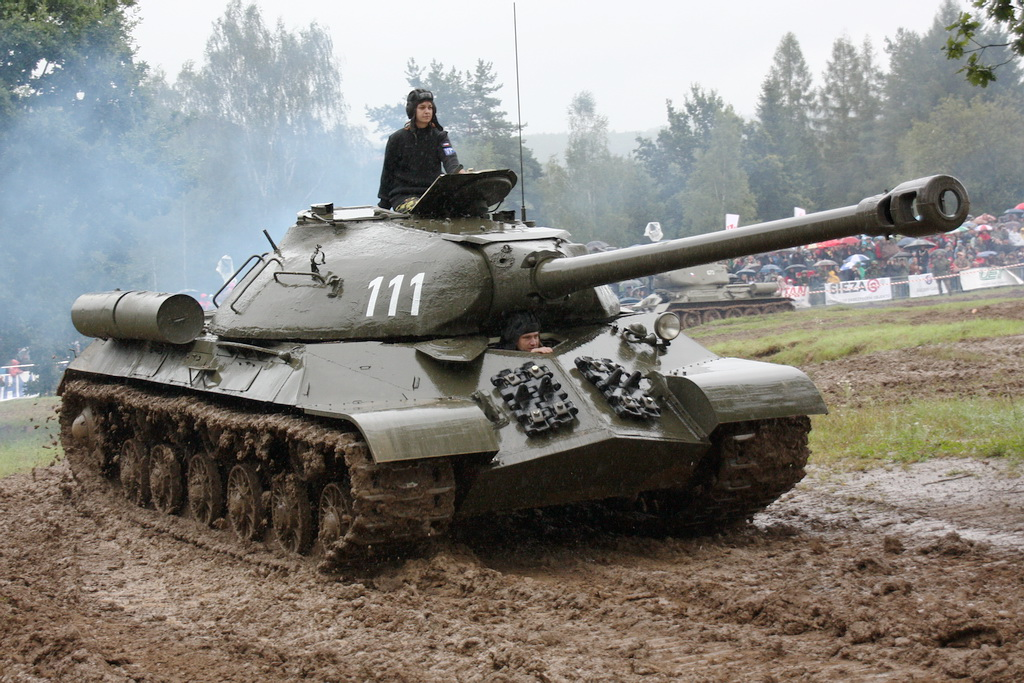
Un IS-3 sovietico degli anni '40

Un carro armato pesante è un genere di carri armati dotato di corazzatura pesante e, spesso, armi di grosso calibro.
Generalmente sono impiegati in compiti di sfondamento delle linee nemiche, anche se in pratica sono generalmente più utili in compiti di difesa.

## Ruolo
I compiti in cui sono più efficaci tendono ad essere compiti cacciacarri o di distruzione di fortificazioni, in virtù del loro potente armamento primario.
Anche se spesso hanno mobilità e velocità inferiori ai carri medi, non è sempre così, in quanto a volte sono dotati di sistemi di sospensione e trasmissione più avanzati. Il loro maggior punto debole è il costo e la difficoltà di produzione.
Il Panzer VI Tiger I tedesco, ad esempio, aveva velocità e manovrabilità fuoristrada simile al carro medio standard tedesco della seconda guerra mondiale, il Panzer IV, ma con un'affidabilità molto minore, minore capacità di trasporto logistico (attraversamento di ponti o trasporto su treni, ad esempio) e ne furono prodotti solo 1.350 in contrasto agli 8.800 Panzer IV.

## Caratteristiche

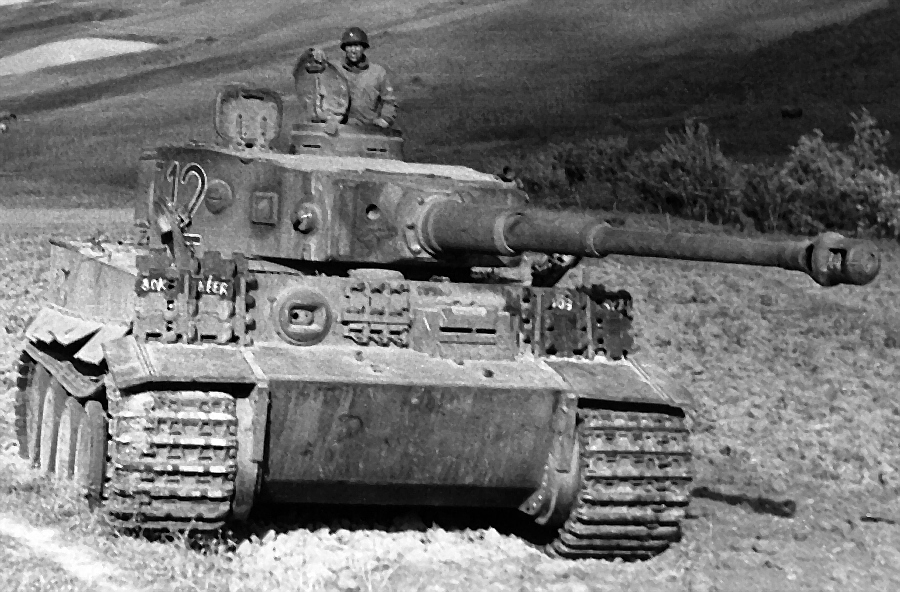
Il tedesco Panzer VI Tiger I

Sono dotati di corazzatura ed armi molto più pesanti dei carri medi, ma tendono a forzare molto i motori, portando ad essere troppo poco potenti o troppo lenti, o ad avere problemi di motore e trasmissione. 

## Storia
Il concetto di carro pesante nacque nella prima guerra mondiale, insieme a quelli di carro leggero e carro medio, con modelli pesanti e superpesanti prodotti, quale il francese FCM 2C o soltanto progettati, come il tedesco K-Wagen. Il concetto di carro pesante è durato fino alla fine della guerra fredda, con l'introduzione dei carri da combattimento

### Guerre mondiali

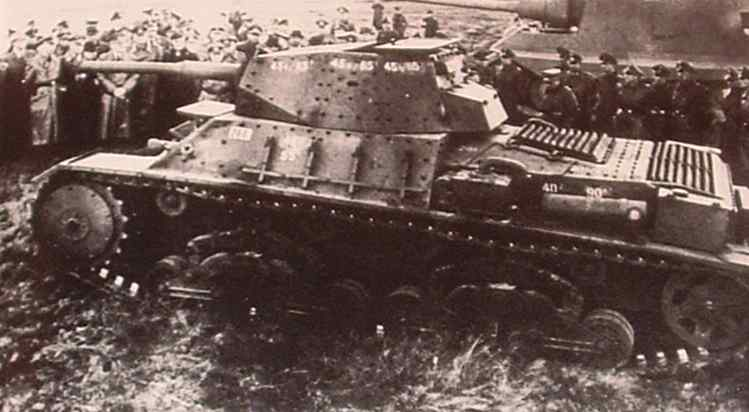
Un carro armato pesante P26/40, uno dei pochi modelli di carro pesante italiano

Il primo carro armato inglese, il Mark I, fu introdotto per sfondare le linee di difesa tedesche consistenti in trincee e filo spinato. Quando un modello più leggero, il Medium Mark A Whippet fu messo in produzione, i carri più grossi iniziarono ad essere chiamati "heavies" (pesanti).
L’FCM 2C fu uno dei carri armati più grandi mai prodotti, ed infatti è posto sotto la categoria di carri superpesanti. All'inizio della seconda guerra mondiale, solo la Francia e l’Unione Sovietica avevano carri pesanti, come il Char B1, il T-35 e il KV-1. La Mk II Matilda era tecnicamente un carro pesante, ma era definito dall'esercito inglese come carro armato per fanteria. Durante la guerra furono sviluppati vari modelli di carro pesante, come i Panzer VI Tiger I e i Panzer VI Tiger II tedeschi o la serie di carri armati Josif Stalin. Anche altri paesi schierarono carri pesanti, i carri fanteria inglesi (come il Mk IV Churchill), il M26 Pershing statunitense o il P26/40 italiano, ma furono prodotti in numeri abbastanza limitati.

### Guerra fredda
Nel primo periodo postguerra furono introdotti vari carri pesanti, quale il M103 statunitense, l'inglese Conqueror o il francese ARL 44, oltre al continuato sviluppo della serie IS sovietica. Le armi principali stavano diventando troppo grandi per poter essere caricate con facilità e velocità ed i carri medi, grazie agli avanzamenti tecnologici, stavano rapidamente diventando più letali. Così il valore tattico dei carri pesanti diminuì lasciando il campo ai carri da combattimento, anche se alcuni dei nuovi modelli, come i M1 Abrams e Challenger 2 erano, in fatto di peso, simili ai carri pesanti. Per il ruolo di supporto alla fanteria, vennero impiegati i meno costosi e più manovrabili semoventi.
I carri pesanti furono infine resi obsoleti dai missili guidati anticarro, capaci di penetrare anche le corazze più spesse, rendendo la pesante corazzatura dei carri sempre meno utile.